# Thessalie
Cet article concerne la région historique. Pour la périphérie moderne, voir Thessalie (périphérie).

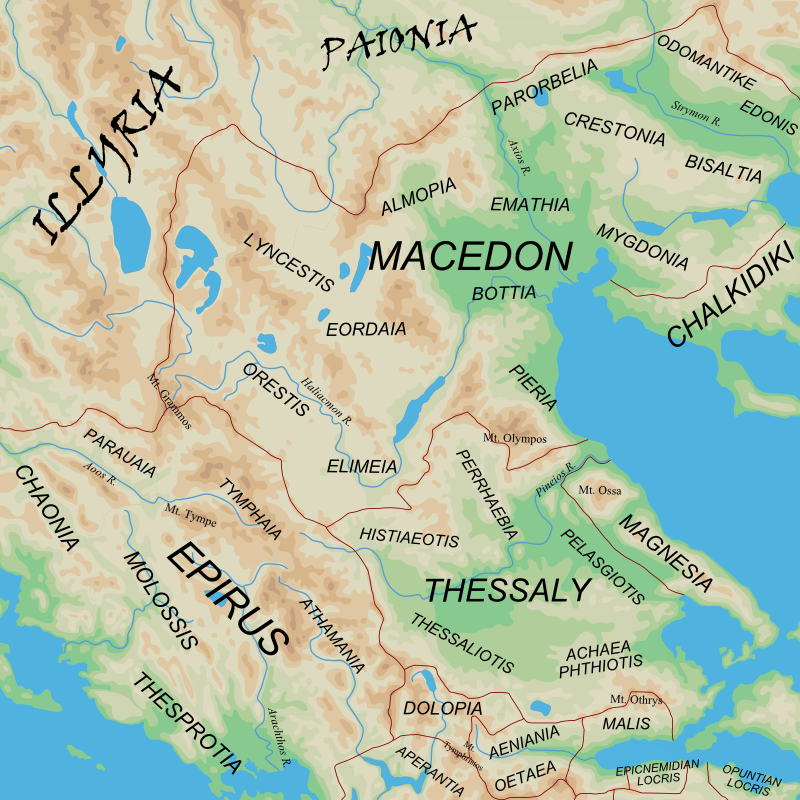
Carte géographique topographique du nord de la Grèce. La Thessalie est en bas à droite, écrit en anglais : « Thessaly ».

La Thessalie (en grec : Θεσσαλία / Thessalía) est une région historique de Grèce située dans le centre du pays, au sud de la Macédoine et à l'est de l'Épire. Elle est centrée autour d'une plaine entourée de reliefs dont le mont Olympe au nord.
Elle forme la majeure partie de la périphérie actuelle de Thessalie, qui inclut aussi l'est de l'Épire et une partie des îles Sporades.

## Étymologie
Thessalie se dit en grec ancien : Θεσσαλία / Thessalía ou Θετταλία / Thettalía, en dialecte thessalien : Πετθαλία / Petthalía, en dialecte éolien : Φετταλία / Phettalía. Le mot provient d'un terme préhellénique Kwettyal-.

## Géographie

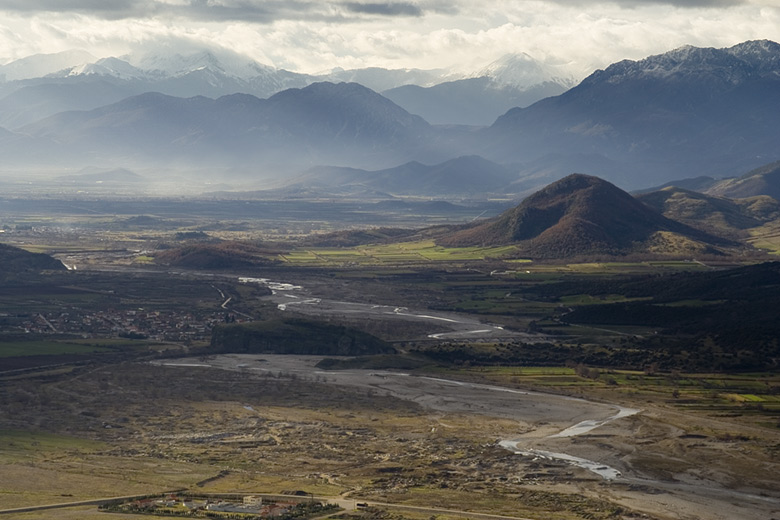
Paysage de la Thessalie avec le Pénée coulant au milieu.

La Thessalie correspond pour la plus grande partie au bassin hydrographique du Pénée, supérieur (plaine de Karditsa à l'ouest) et inférieur (plaine de Larissa à l'est), entouré à l'ouest par le massif du Pinde, au nord par les monts Olympe, Ossa et Kamvoúnia, à l'est par les monts Pélion et les collines de Magnésie, au sud-est par le golfe Pagasétique et au sud par le mont Othrys. C'est le « grenier à blé » de la Grèce mais le pays compte aussi beaucoup de vergers, d'oliveraies, de vignes et de fermes d'élevage. Les villes principales sont Larissa, Kardítsa et Vólos. La Thessalie est traversée par les chemins de fer et les autoroutes reliant Athènes à Thessalonique.

## Mythologie
Dans la mythologie grecque, la Thessalie est le royaume des Centaures et des Lapithes, ainsi que le point de départ de l'expédition des Argonautes, Pélias et Éson étant rois d'Iolcos (actuelle Vólos). Strabon rapporte plusieurs mythes sur l'origine du nom « Thessalie ». La mythologie grecque comporte différentes légendes désignant un Thessalos éponyme de la Thessalie : Thessalos fils d'Héraclès (roi mythologique des Thesprotes, une tribu d'Épire qui a envahi la Thessalie), Thessalos fils de Jason, Thessalos fils d'Hémon…
Dans la Thessalie au sens général, l’Iliade distingue l’Argos pélasgique (au sud) de la Thessalie au sens restreint : Achille contrôle la première (comprenant Alopé, Alos, Hellas « aux belles femmes », la Phthie « aux champs fertiles, nourricière de héros » et Trékhis) (II, 681-684 et I, 155) ; la seconde est divisée en plusieurs territoires (cf. Géographie pour les toponymes et numérotation des territoires) sous différentes autorités, à savoir, en terr. 1 anc. Protésilas, puis Podarcès fils d'Iphiclos (II, 695-709), en terr. 2 Eumélos fils d'Admette et d'Alceste, « la plus divine des femmes et la plus belle des filles de Pélias » (II, 711-715), en terr. 3 Philoctète puis Médon « bâtard d'Oïlée par Rhéné » (II, 716-728), en terr. 4 les médecins Podalire et Machaon, tous deux enfants d'Asclépios (II, 729-735; III, 193, 194, 204), en terr. 5 Eurypyle fils d'Évémon (II, 734-736) et en terr. 6 Polypœtès fils de Pirithoos et d'Hippodamie, Léontée fils de Coronos roi des Lapithes, descendant de Cénée (II, 738-746).

## Histoire

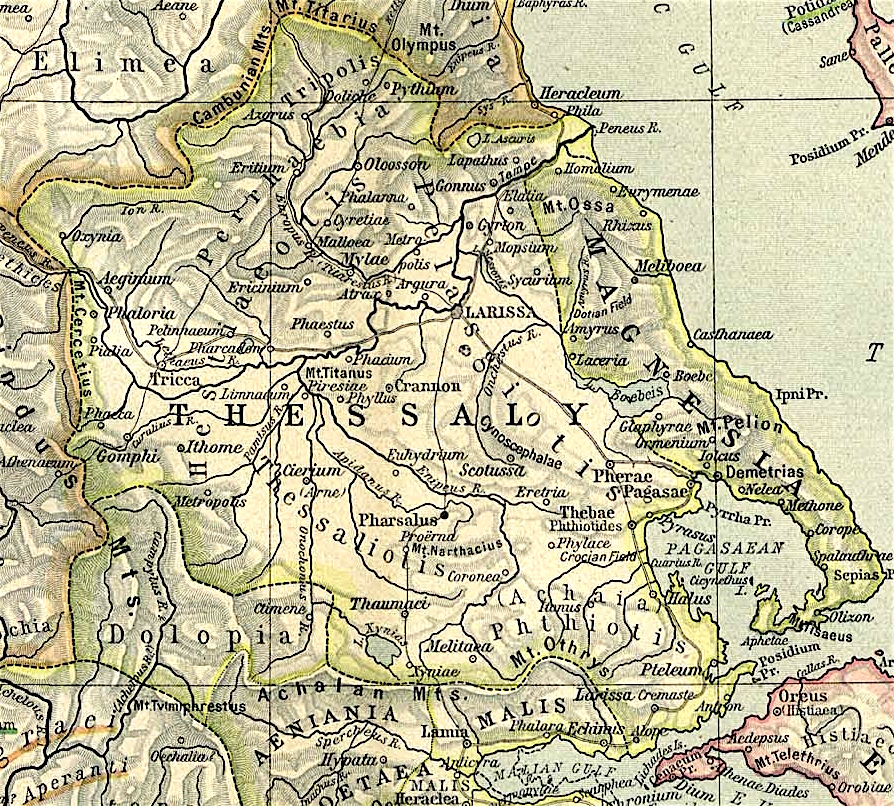
La Thessalie antique.

### Protohistoire
La Thessalie est habitée par des populations pastorales d'origine pélasgique auxquelles succèdent les Achéens vers le milieu du IIe millénaire av. J.-C. Il existe un district de Thessalie appelé Pélasgiotide.

### Antiquité
Cette région aux importantes ressources agricoles a, pour beaucoup de peuples antiques, une importance stratégique car elle est située sur la route reliant la Grèce centrale à la Macédoine, à la Thrace et à l'Hellespont. Elle possède un important port à Pagases. Outre l'agriculture céréalière, les principales productions de la région sont le bois, le bétail et les chevaux, d'où son importance militaire et la nombreuse cavalerie dont disposent les Thessaliens. 
Au XIIe siècle av. J.-C., des tribus doriennes venues du nord et du nord-ouest arrivent dans la région, et il semble qu'elles aient poussé des aristocrates venus de Thesprotie (avec les Molosses et les Chaoniens, les Thesprotes sont une des principales tribus d'Épire) à s'installer dans le bassin du Pénée, réduisant la population indigène (pélasge ou achéenne) à l'état de serfs : les « pénestes », qui payent au propriétaire un impôt et peuvent garder le surplus de la récolte. Ils ont un rang intermédiaire entre les esclaves et les hommes libres. Ils ne peuvent ni être vendus, ni mis à mort, et sont aussi employés dans l'armée, dans la marine ou dans la cavalerie. Quelques familles aristocratiques, dont celle des Aleuades, s'imposent chacune dans un canton. Les Thesprotes sont probablement les Thessaloi des légendes anciennes, qui ont laissé leur nom au pays, auparavant appelé Éolie selon l'historien Staphylos.
Dans l'Antiquité, les villes principales de Thessalie sont : Crannon, Larissa, Pharsale et Phères. Elles sont d'importance presque équivalente et de ce fait, aucune d'entre elles n'a pu prétendre à l'hégémonie. Ces cités, à l'origine gouvernées par un roi, vont évoluer vers une forme de gouvernement aristocratique. Cette noblesse est seule propriétaire de la terre et possédait de vastes domaines où elle ne pratique que l'élevage des chevaux, l'agriculture vivrière étant confiée aux Pénestes. 
L’Iliade répartit les toponymes en six territoires :
1. Antrôn « la maritime », Itôn « mère des brebis », Phylakè (litt. « la garde »), Ptéléos « aux matelas d’herbes touffues » (aujourd'hui Ftelia) et Pyrasos « la fleurie, enclos sacré de Déméter » ;
2. Boïbè (aujourd'hui Bio), Glaphyraï, Iôlkos « la bien bâtie » et Phèraï « près du lac Boebis » ;
3. Méliboïa, Méthônè, Olizôn « la rocailleuse » et Thaumakia (tous en Magnésie) ;
4. Ithômè « la rocheuse », Oïkhalia (près de Trikka) et Trikka (aujourd'hui Tríkala) ;
5. le mont Titanos « aux blanches têtes », Astérion, Hypéréïa « à l'abondante source », Orménion ;
6. Argissa, Èlonè, Gérènos (où, toujours selon l'Iliade[6] Nestor aurait été élevé), Gyrtonè, Oloosson « la blanche » (aujourd'hui Elassona), Orthè[7].

Les royautés thesprotes se liguent en une confédération thessalienne dirigée par un magistrat fédéral : le tagos. Au VIIe siècle av. J.-C., la Ligue thessalienne est puissante en Grèce du Nord et étend son pouvoir sur les montagnards voisins. La Thessalie, majoritaire au conseil amphictyonique de Delphes, en profite pour étendre son influence en Grèce centrale et impose sa suprématie en Phocide, cherchant même à soumettre la Béotie.
Dès la fin du VIe siècle av. J.-C., la Thessalie est divisée en quatre régions (« tétrades ») : la Thessaliotide, la Phthie, la Pélasgiotide et l’Histiéotide. À sa tête, chacune a un « polémarque » disposant de contingents fournis par 150 circonscriptions : les « clérouquies »). En cas de guerre, un chef unique : le « tagos », peut être désigné. Mais les rivalités entre les grandes familles aristocratiques mettent à mal ce système. La société thessalienne est divisée entre les hommes libres dits « périèques » qui forment de véritables États mais sont soumis au tribut, et les pénestes asservis. Parmi ces derniers, il y a peut-être des béotiens n'ayant pas émigré en Béotie lors de l'invasion du pays par les Thessaliens et réduits au servage. Ils sont attachés à la terre et si le domaine est vendu, ils doivent y rester. Ils seront émancipés progressivement au cours du Ve et du IIIe siècle av. J.-C. La population de la Thessalie est alors estimée à 330 000 ou 370 000 personnes. La production agricole permet de les nourrir et d'exporter les excédents de blé et des chevaux.
La puissance thessalienne subit au début du Ve siècle av. J.-C. des revers, lorsque les Thessaliens sont battus par les Béotiens et repoussés par les Phocidiens dans leur pays. Pendant les guerres médiques, ils sont d'abord soumis aux Perses lorsque les Grecs décident d'abandonner la défense de la vallée de Tempé pour se replier sur les Thermopyles, mais lors de l'invasion du pays par Xerxès Ier, ils demandent l'aide de Sparte.
On sait d'après Xénophon que l'Athénien Critias a mené une vie aventureuse en Thessalie ; selon le témoignage de l'orateur et biographe romain Philostrate d'Athènes, de langue grecque, Critias par son influence politique conservatrice rendit plus pesantes les tyrannies des cités thessaliennes. Au début de la guerre du Péloponnèse, la Thessalie s'allie avec Athènes ; plus tard, lors des guerres entre la Macédoine et les cités grecques, la Thessalie fait office de « région tampon ». Au IVe siècle av. J.-C., la tentative de Jason, tyran de Phères pour réaliser l'unité de la région en 375-374, provoque les interventions des Thébains et des Macédoniens, ses anciens alliés, ouvrant ainsi la voie à la conquête de la Grèce par Philippe II. Vers 353-352, la Thessalie est rattachée au royaume macédonien. Rome lui redonne son indépendance en 196, puis elle est, en 148, incorporée à la province romaine de Macédoine. Sous le règne de l'empereur Sévère Alexandre, elle forme une province séparée de la Macédoine avec pour capitale Larissa.

### Moyen Âge et période ottomane

La Thessalie dans le thème d'Hellade au Xe siècle.

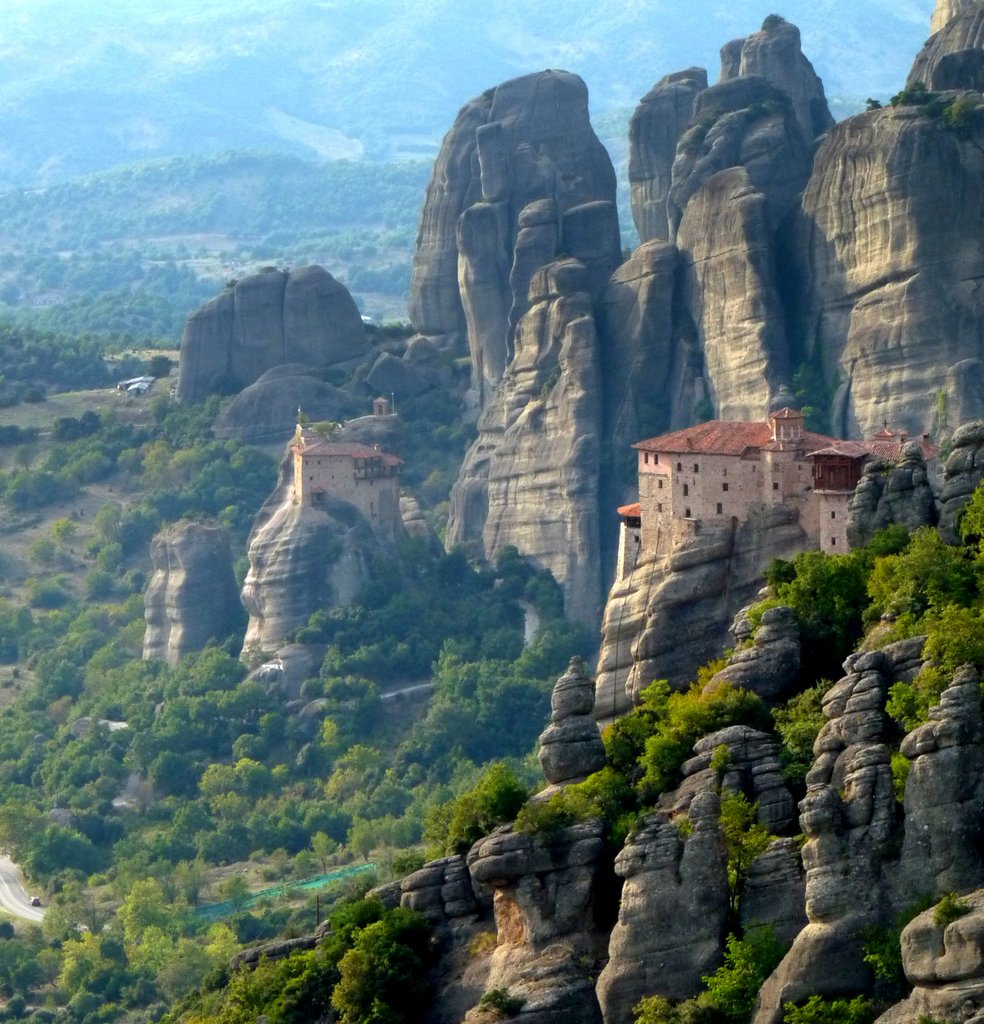
Les Météores.

En 395, les Wisigoths ravagent la Thessalie, « grenier à blé » de l'Hellade, avant de se diriger vers le Péloponnèse, l'Épire, puis la Dalmatie et l'Italie. Larissa subit un pillage, la population se réfugie sur les piémonts. La Thessalie est alors intégrée dans la « préfecture prétorienne » d'Illyrie (praefectura praetoriana Illyricum ou ὑπαρχία τῶν πραιτωρίων, έπαρχότης Ἰλλυρικοῦ), qui subsiste après la division de l'Empire romain en cette même année 395. En 610, après deux siècles de paix relative, ce sont les tribus Slaves qui s'installent dans le pays. Les autorités impériales, qui à ce moment sont aux prises avec les Perses sassanides à l'est et les Avars au nord, préfèrent engager ces Slaves comme des vassaux et des troupes auxiliaires en Grèce, plutôt que de les voir s'allier aux Avars comme c'était le cas sur le Danube. Petit à petit, ces nombreux Slaves de Thessalie et du Péloponnèse s'hellénisent, contribuant à maintenir en Grèce le phénotype "grand et blond" qui existait déjà dès l'Antiquité, mais qui est récessif. L'Empire romain d'Orient (que nous appelons « byzantin ») institue alors des « thèmes », préfectures à la fois civiles et militaires : la Thessalie fait partie du « thème de l'Hellade », à l'exception des régions les plus nordiques qui sont rattachées à celui de Thessalonique.
Au nord-ouest, du côté des Météores (dont la construction commence au XIVe siècle avec le moine Athanase des Météores), la Thessalie se situe désormais au contact d'un nouvel état qui regroupe les Slaves, les Valaques et les Grecs de l'intérieur des terres de la péninsule des Balkans : la Bulgarie. Les fréquentes escarmouches et les guerres entre cet état et l'Empire, entretiennent une insécurité qui nuit à l'agriculture et au développement du pays, qui se dépeuple. En 1018, au terme d'une guerre longue et sanglante, l'empereur Basile II parvient à reconquérir la péninsule des Balkans en anéantissant la Bulgarie. Cela provoque de grands déplacements de populations, et notamment des Valaques de Bulgarie qui se dispersent : une partie d'entre eux migre vers la Transylvanie où ils grossissent les rangs de ceux qui s'y trouvaient déjà, mais un grand nombre s'installe en Thessalie qui est alors appelée la « Grande Valachie » (Μεγάλη Βλαχία) par les auteurs byzantins. À leur tour, comme les Slaves auparavant, ces Valaques romanophones vont s'helléniser au fil des siècles, les derniers seulement à la fin du XIXe siècle. Paysans, ils remettent le pays en culture et développent le pastoralisme, la laine de leurs troupeaux (Φλοϰάτες) étant réputée dans tout l'Empire et servant à confectionner les capes des soldats byzantins.
Encore deux siècles de paix relative, et ce sont cette fois les « Francs » (Φράγγοι - mot grec désignant les Occidentaux chrétien) qui, lors de la quatrième croisade, s'emparent de la Thessalie qui est alors donnée au royaume latin de Salonique créé au profit du magnat italien Boniface de Montferrat, déçu d'avoir dû laisser à Baudouin VI de Hainaut le trône de l'Empire latin de Constantinople. Les « Francs », ou « Latins », asservissent et maltraitent la population grecque et valaque, orthodoxe, qui se révolte : après 20 ans d'existence, le royaume des Montferrat s'effondre et la Thessalie est libérée (du point de vue grec) par l'État grec d'Épire. En 1266 ou 1268, Michel II Doukas d'Épire meurt et son état est partagé entre ses fils Nicéphore Ier Doukas et Jean Ier Doukas. Le premier hérite de l'Épire proprement-dite tandis que Jean, marié à la fille de l'archonte valaque de Thessalie, reçoit celle-ci avec pour capitale Néopatras.
En 1261, l'Empire byzantin se reforme, mais il est désormais très affaibli et endetté. En 1332, la Thessalie est envahie et annexée par Stefan Uroš IV Dušan, l'empereur des Serbes. Il ne la garde que huit ans, après quoi elle revient à l'Empire byzantin pour encore 53 ans. La puissance de l'Empire grec n'est pourtant plus qu'un souvenir, et Larissa tombe aux mains des Ottomans en 1393. Dès lors, l'Empire grec est réduit à sa capitale Constantinople, à Mistra et à quelques îles Égéennes. Quant à la Thessalie, elle est intégrée à la province ottomane de Roumélie (Rum-Eli - mot turc signifiant « pays des Romains » : en effet les anciens citoyens byzantins, bien que de langue grecque, s'identifiaient toujours comme « Romains », en grec Ῥωμαίοι / Rhōmaîoi).
Comme les « Francs » avant eux, les Ottomans, en Grèce, mettent en place un système agricole (Timars) contraignant pour la population, qu'ils soumettent de surcroît à la dîme, à la capitation (kharâj) et au devchirmé (παιδομάζωμα : razzia des enfants, pour en faire des janissaires).

### Époque contemporaine
À l'issue de la guerre d'indépendance grecque au début du XIXe siècle, le royaume de Grèce est reconnu en 1832, mais la Thessalie reste turque durant encore près d'un demi-siècle avant de lui être rattachée au terme de la Conférence de Constantinople, réunie au 24 février 1881 pour mettre un terme aux massacres commis par les Ottomans en réponse aux révoltes de leurs sujets chrétiens.
C'est encore en Thessalie que se déroula la « guerre de Trente Jours » de 1897 que la Grèce perdit contre les Turcs, auxquels elle dut céder les cols séparant la Thessalie de la Macédoine.
Durant la Seconde Guerre mondiale, la Thessalie fut d'abord occupée par les troupes italiennes, puis, après le retrait de celles-ci en octobre 1943, allemandes. Les nazis fusillèrent de nombreux résistants et otages, et déportèrent les juifs grecs. Après la Seconde Guerre mondiale, certaines phases de la guerre civile grecque ensanglantèrent aussi la Thessalie, notamment dans les montagnes du nord-ouest.
Ce n'est qu'après 1950 que le pays put commencer à se relever et à se développer, du moins jusqu'à la crise financière des années 2010, due à la dérégulation mondiale et aux endettements de la Grèce, en partie consécutifs aux Jeux olympiques de 2004. En Thessalie particulièrement, la disparition de l'agriculture de proximité et le développement de l'agro-industrie ont nécessité de lourds investissements qui sont encore loin d'être amortis, la qualité des sols et la productivité n'étant pas équivalentes à ce que l'on peut observer et obtenir en Basse-Saxe, en Flandre ou en Normandie.

## Dans la culture
La Thessalie est réputée dans l'Antiquité pour ses puissantes sorcières : Érichtho, mentionnée par de Lucain au livre VI de La Pharsale, ainsi que Pamphile et Méroé, qui apparaissent toutes les deux dans les Métamorphoses d'Apulée.
Parmi les bandes de brigands chrétiens de l'époque ottomane, les klephtes de Thessalie qui, au XIXe siècle, s'engagent dans la guerre d'indépendance grecque, sont héroïsés par la mythologie grecque moderne, mais la même mythologie occulte pudiquement tant leurs violences contre des civils musulmans que l'engagement des bandes d’armatoles qui, contre amnistie, combattent contre leurs coreligionnaires aux côtés des troupes turques. 
À l'époque moderne, la Thessalie est évoquée dans plusieurs films :
- en 1961 une scène du film franco-belge Tintin et le Mystère de la Toison d'or de Jean-Jacques Vierne, est tournée aux Météores ;
- en 1976 c'est Intervention Delta de Douglas Hickox, avec James Coburn, qui y est en partie tourné ;
- en 1980 c'est une comédie française de Philippe de Broca, On a volé la cuisse de Jupiter, qui montre des paysages thessaliens ;
- en 1981, John Glen tourne aux Météores des scènes de Rien que pour vos yeux, de la série des James Bond ;
- en 2004, le film Troie de Wolfgang Petersen commence par le combat d'Achille pour Agamemnon contre Boagrius pour Triopas, entre les deux armées mycénienne et thessalienne, dans le lit d'une rivière à sec censée être le Pénée : Boagrius est tué et les Thessaliens doivent se soumettre[21].